# 蘇聯英雄
苏联英雄（羅馬化：Geroy Sovetskogo Soyuza），又稱苏联英雄金星奖章，是苏联勋赏制度中的最高荣誉，授予在为苏联国家和社会服务中作出英雄壮举的个人或集体。苏联英雄一般授予军人；非战斗人员则授予社会主义劳动英雄荣誉称号及“镰刀锤子金星奖章”。

## 概述
苏联英雄称号于1934年4月16日由苏联中央执行委员会设立，第一批“苏联英雄”称号的获得者会被授予苏联当时的最高等级勋赏—列宁勋章和一份由苏联最高苏维埃主席团签发写有获得者英雄行为的证书。
因为列宁勋章的颁授资格相比于苏联英雄称号更加宽泛，并且为将苏联英雄与其他不符合英雄称号资格的列宁勋章获得者区分开来，独立象征着苏联英雄头衔的标志于1939年8月1日由苏联最高苏维埃主席团颁布。
1939年10月16日的另一项法令正式批准通过了代表该标志的奖章，该奖章被称为“金星奖章”。与原规定不同的是，一位苏联英雄可以因自己的英雄壮举多次被授予“金星奖章”和证书。两次苏联英雄称号的获得者将获得第二枚“金星奖章”，且他的铜像将塑立在他的家乡。三次苏联英雄获得者将获得第三枚“金星奖章”，且他的铜像将塑立在莫斯科的苏维埃宫。该法令没有设想会在授予第二枚和第三枚“金星奖章”的同时颁发列宁勋章。法令中没有规定第四次被授予该称号时的任何特殊奖励，也没有规定同一人可获得苏联英雄称号的最高次数。
由于战争原因苏维埃宫未能完工，三次苏联英雄称号获得者的铜像将塑立在克里姆林宫。列宁勋章没有再随苏联英雄称号一同授予直到1973年。多次授予苏联英雄称号的做法也在1988年被苏联最高苏维埃在改革期间废除。
该称号也可被追授，尽管通常不会颁发实际的“金星奖章”。
该称号仅可由最高苏维埃主席团撤销。
作为苏联英雄奖章的金星勋章，如今在伏尔加格勒和塞瓦斯托波尔等英雄城市的市徽中仍有体现。

### 特权
获得该称号的个人有权享有以下特权：
- 如果头衔持有者死亡，家属可享有福利和政府津贴
- 公共公寓分配中会被最优先考虑，且获得免税资格、50％房租减免及额外45平方米的居住面积
- 每年获得一张头等往返票
- 免费乘坐公共交通
- 每年可免费访问一次疗养院或选择在家休养
- 相关医疗福利
- 相关文娱福利

## 历史

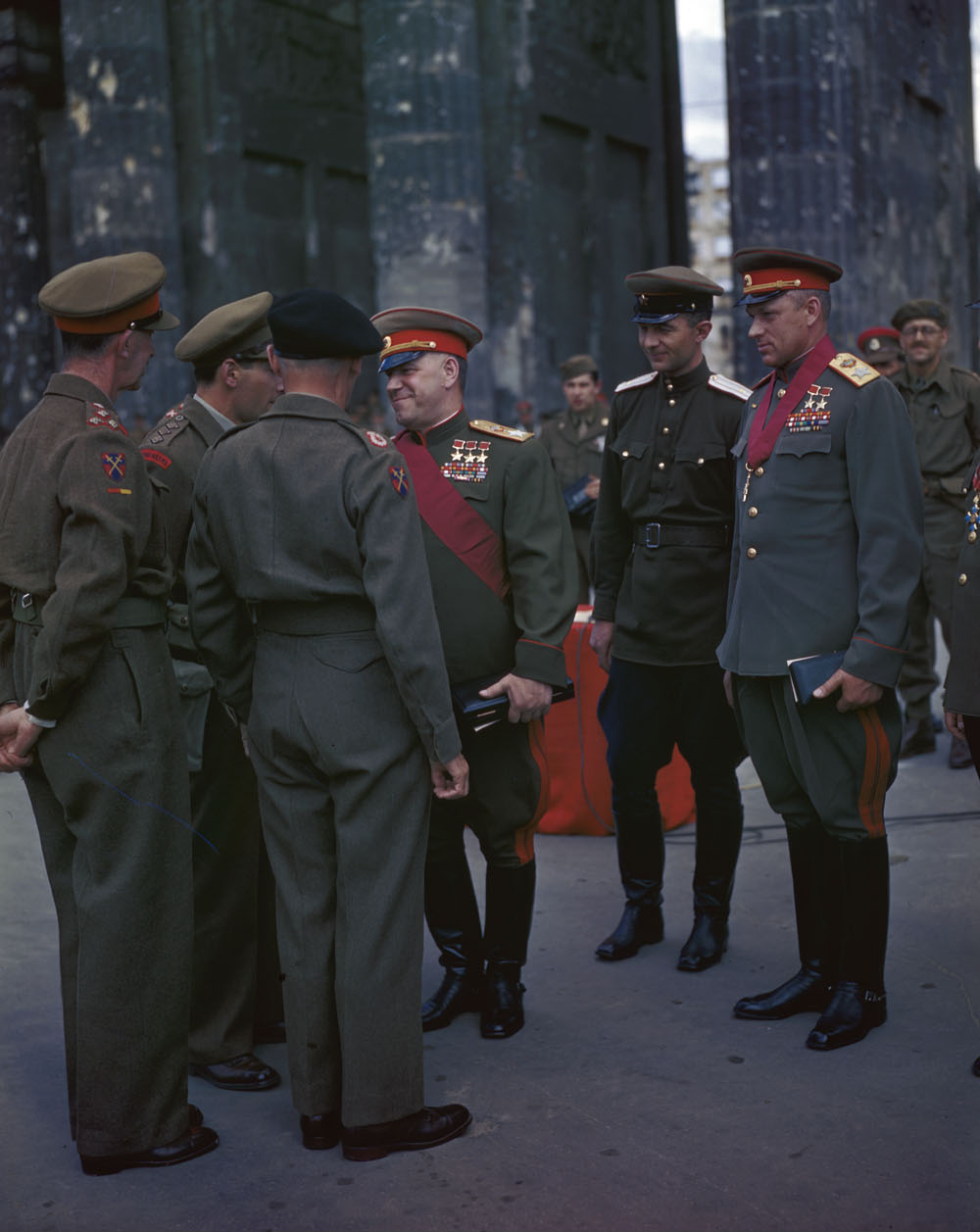
格奥尔基·朱可夫元帅(中)佩戴三枚苏联英雄金星奖章，康斯坦丁·罗科索夫斯基元帅(右)佩戴两枚

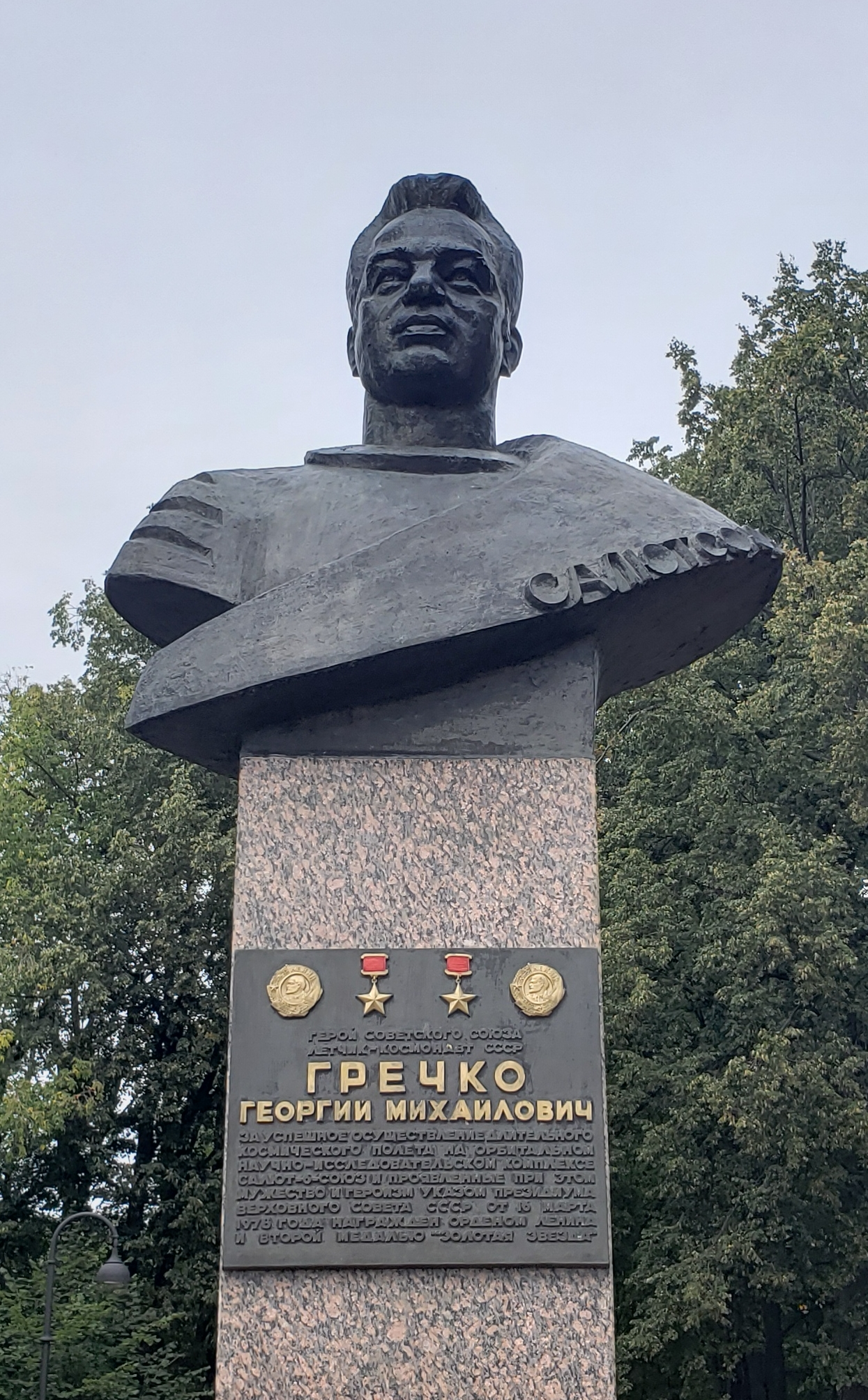
兩次蘇聯英雄宇航員格奧爾基·格列奇科的銅像（位於聖彼得堡莫斯科夫斯基勝利公園）

截止苏联解体停止颁发，全世界共有12,777人获得这个最高荣誉（未计入被剥夺称号的72人）。其中91.2%的荣誉称号，是这11,657位（3051人为追授）苏联英雄在第二次世界大战期间获予，包括108个两次英雄称号（8个追授），90位女性（49人为追授）。另有85人于1979年至1989年间在苏联攻打阿富汗的战争中获颁这项荣誉，其中28人为追授。共有44位外国公民获得过此项称号。两名苏联元帅——朱可夫和勃列日涅夫获得过4次该称号。获得过3次该称号的人有谢苗·布琼尼（苏联元帅）、亚历山大·波克雷什金（空军元帅、王牌飞行员）、伊万·阔日杜布（空军元帅、王牌飞行员）。获得2次该称号的有154人，包括斯大林。